# Karl Lark-Horovitz

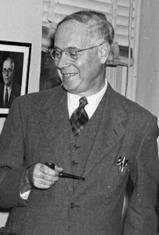
Karl Lark-Horovitz (1947)

Karl Lark-Horovitz (* 20. Juli 1892 in Wien; † 14. April 1958 im West Lafayette, Indiana) war ein US-amerikanischer Physiker und Pionier der Halbleiterforschung. Er war Professor an der Purdue University.
Er hieß ursprünglich Horovitz und fügte nach seiner Heirat mit Betty Lark 1926 den Nachnamen seiner Frau (Lark) seinem Namen hinzu.

## Leben
Sein Vater Moritz Horovitz war ein bekannter Dermatologe in Wien und Lark-Horvitz besuchte dort das Humanistische Gymnasium. Ab 1911 studierte er -unterbrochen durch den Wehrdienst bei der Nachrichtentruppe im Ersten Weltkrieg, in dem er verwundet wurde – Chemie in Wien, gefolgt von Physik. 1919 wurde er in Physik promoviert, blieb zunächst an der Universität Wien und erhielt 1925 ein Rockefeller-Stipendium, mit dem er nach Toronto, an die University of Chicago, das Rockefeller Institute in New York und die Stanford University ging. 
Ab 1929 war er Professor an der Purdue University, wo er die nur rudimentär vorhandene Physik-Fakultät aufbaute und an die aktuelle Forschung heranführte, damals zunächst Kernphysik. Nach zwei Jahren leitete er die Physik-Fakultät und führte sie mit autoritärer Strenge. Gleichzeitig war er aber auch für seine Vorlesungen bekannt und erhielt 1935 einen Preis der American Association of Physics Teachers. Der spätere Nobelpreisträger Edward Mills Purcell studierte hier und Horovitz holte Julian Schwinger und Cornelius Lanczos als Theoretiker an die Universität (später zeitweise Victor Weisskopf und Lothar Nordheim als Gastprofessoren) und Physiker wie Karl Wilhelm Meissner und lud berühmte Physiker wie Robert Oppenheimer, Emilio Segrè und Wolfgang Pauli zu Gastvorträgen ein. 
In den 1940er Jahren konzentrierte er sich auf Festkörperphysik und entwickelte mit Mitarbeitern Halbleiter-Dioden für den Einsatz im Radar (Spitzendiode) und entdeckte die Eignung von Germanium als Halbleitermaterial. Der Übergang zu Germanium wurde vor allem dadurch motiviert, dass es einfacher rein herzustellen war – man hatte damals sehr früh die Bedeutung von kleinen Verunreinigungen (Dotierungen) in Halbleitermaterialien erkannt. Dabei kamen Lark-Horovitz auch seine Erfahrungen als Chemiker zugute und er stellte Kontakte zur Firma Eagle-Picher her, bei denen Germanium bis dahin nur ein unbedeutendes Nebenprodukt der Zinnproduktion war. Dotierungsverfahren wurden entwickelt (auch schon Anfänge der Ionenimplantation) und die elektrischen Eigenschaften der dotierten Halbleiter ermittelt. Die Purdue-Gruppe machte auch schon erste Entdeckungen zur Variabilität des Widerstands in Halbleitern je nach angelegter Spannung im Vorfeld der Entwicklung des Transistors um 1947 bei den Bell Laboratories in der Gruppe von John Bardeen, Walter Brattain und William Bradford Shockley. Die Forschungen an der Purdue beeinflussten die Forscher bei Bell (sie benutzten für ihren ersten Transistor sogar die reinen Germanium-Kristalle aus Purdue) und Lark-Horovitz war mit seinen Mitarbeitern damals den Bell-Wissenschaftlern beim Weg zum Transistor „hart auf den Fersen“. Zu seinen Mitarbeitern gehörte damals auch der später zur Biochemie gewechselte Seymour Benzer, der als Doktorand entscheidend zur Entwicklung von Spitzendioden für hohe Spannungen (geeignet für Anwendung im Radar) beitrug. 
Dank der Erfolge während des Zweiten Weltkriegs wurde die Physik-Fakultät in Purdue auch nach dem Zweiten Weltkrieg großzügig von staatlichen Stellen gefördert und wurde eine führende Forschungsstelle für Festkörperphysik in den USA.
Frederick Seitz, der mit ihm in den 1940er Jahren am MIT Radiation Laboratory zu tun hatte beschrieb ihn so: Lark-Horovitz war ein bemerkenswerter Mann. Er hatte viel von einem Künstler an sich, durchsuchte außerdem die Literatur und fand dort alle möglichen obskuren Veröffentlichungen aus obskuren Zeitschriften. Lark-Horovitz übte großen Druck auf die Mitglieder seiner Forschungsgruppe aus und erwartete unbedingten Einsatz (er führte Buch über die Arbeitsstunden seiner Mitarbeiter, von denen keiner wagte am Wochenende nicht zu erscheinen) und neue Forschungsergebnisse, hatte aber auch die Fähigkeit seine Gruppenmitarbeiter für die Forschung zu begeistern. Es gab regelmäßig Gruppenseminare, in denen die neuesten Forschungsergebnisse inner- und außerhalb der Gruppe präsentiert wurden.
Er starb an einem Herzanfall während der Arbeit in seinem Büro.